# 28344 Tallsalt
28344 Tallsalt è un asteroide della fascia principale. Scoperto nel 1999, presenta un'orbita caratterizzata da un semiasse maggiore pari a 2,5769693 au e da un'eccentricità di 0,1660163, inclinata di 4,54536° rispetto all'eclittica.